# Logaritamska jednadžba
Logaritamska jednadžba je jednadžba gdje je nepoznata veličina sadržana unutar logaritma ili čini bazu logaritma.

## Područje definicije
Logaritamska jednadžba je definirana sukladno području unutar kojeg je definirana i logaritamska funkcija. U tom smislu baza logaritma mora biti pozitivan broj veći od nule što također vrijedi i za izraz na koji se logaritam odnosi (u domeni realnih brojeva nije definiran logaritam negativnog broja).

## Jednostavna logaritamska jednadžba
Jednostavnijom logaritamskom jednadžbom možemo smatrati logaritamsku jednadžbu gdje se nepoznata veličina pojavljuje unutar jednog izraza logaritma ili se pojavljuje kao baza logaritma.

### Primjer 1
Zadana je logaritamska jednadžba:
{\displaystyle \log {\frac {2x}{x-4}}=1\,}
Sukladno pravilima o računanju s logaritmima nalazimo, redom:
{\displaystyle {\begin{aligned}{\frac {2x}{x-4}}&=10\\2x&=10(x-4)\\2x&=10x-40\\-8x&=-40/:(-8)\\x&=5\end{aligned}}}

### Primjer 2
Zadana je logaritamska jednadžba:
{\displaystyle \log _{x-2}1000=3\,}  
Sukladno pravilima o računanju s logaritmima nalazimo, redom:
{\displaystyle {\begin{aligned}(x-2)^{3}&=1000\\(x-2)^{3}&=10^{3}\\x-2&=10\\x&=12\\\end{aligned}}}

### Primjer 3
Zadana je logaritamska jednadžba:
{\displaystyle \log _{5}|2x-3|=3\,}
odakle slijedi da je:
{\displaystyle |2x-3|=5^{3}\,}  odn.
{\displaystyle |2x-3|=125.\,}
Rješavajući ovu jednadžbu s apsolutnom vrijednosti, lako je naći da postoje dva moguća rješenja početne logaritamske jednadžbe: x1 = 64 te x2 -61.

## Složenija logaritamska jednadžba
Složenije logaritamske jednadžbe sadrže veći broj članova gdje se nepoznata veličina nalazi unutar logaritma ili kao baza logaritma, a gdje se logaritamska jednadžba može pojaviti u brojnim oblicima i gdje svaka jednadžba u rješavanju može tražiti poseban postupak rješavanja.

### Primjer 1
Zadana je logaritamska jednadžba:
{\displaystyle \log ^{2}x-\log x^{2}-8=0\,}
Sukladno pravilima o računanju s logaritmima nalazimo, redom:
{\displaystyle {\begin{aligned}\log ^{2}x-2\log x-8&=0/{\text{supstitucija:}}\log x=y\\y^{2}-2y-8&=0\end{aligned}}}
Rješavajući nađenu kvadratnu jednadžbu po y kao rješenje kvadratne jednadžbe nalazimo y1 = 4 te y2 = -2. Sukladno supstituciji logx=y, slijede i rješenja početno zadane logaritamske jednadžbe: x1 = 10.000 te x2 = 0,01.

### Primjer 2
{\displaystyle \log _{2}(x^{2}+4)=2+\log _{2}x\,}
Sukladno pravilima o računanju s logaritmima nalazimo, redom:
{\displaystyle {\begin{aligned}2^{(2+\log _{2}x)}&=x^{2}+4\\4\cdot 2^{\log _{2}x}&=x^{2}+4\\4x&=x^{2}+4\\-x^{2}+4x-4&=0/\cdot (-1)\\x^{2}-4x+4&=0\end{aligned}}}
Rješavajući nađenu kvadratnu jednadžbu po x kao rješenje kvadratne jednadžbe nalazimo x1 =  x2 = 2, a što je ujedno i rješenje početne logaritamske jednadžbe.

### Primjer 3
Zadana je logaritamska jednadžba:
{\displaystyle 3\log _{2}x-2\log _{x}2=1\,}
Sukladno pravilima o računanju s logaritmima nalazimo, redom:
{\displaystyle {\begin{aligned}3\log _{2}x-2{\frac {\log _{2}2}{\log _{2}x}}&=1\\3\log _{2}x-2{\frac {1}{\log _{2}x}}&=1/\cdot (\log _{2}x)\\3\log _{2}^{2}x-\log _{2}x-2&=0/{\text{supstitucija:}}\log _{2}x=y\\3y^{2}-y-2&=0\\\end{aligned}}}
Rješavajući nađenu kvadratnu jednadžbu po y kao rješenje kvadratne jednadžbe nalazimo y1 = 1 te y2 = -2/3. Sukladno supstituciji log2x=y, slijede i rješenja početno zadane logaritamske jednadžbe: x1 = 2 te x2 = 2(-2/3).

### Primjer 4
Zadana je logaritamska jednadžba:
{\displaystyle \log(\log x)+\log(\log x^{3}-2)=0\,}
Sukladno pravilima o računanju s logaritmima nalazimo, redom:
{\displaystyle {\begin{aligned}\log x(\log x^{3}-2)&=1\\\log x(3\log x-2)&=1\\3\log ^{2}x-2\log x-1&=0\end{aligned}}}
Rješavajući nađenu kvadratnu jednadžbu po logx kao rješenje kvadratne jednadžbe nalazimo logx1 = 1 te log x2 = -1/3. Kako je jedan od članova početne logaritamske jednadžbe izražen kao log(logx), drugo rješenje očito nema smisla prema definiciji logaritma. Postoji, dakle, samo jedno rješenje gdje je logx = 1, odakle slijedi da je x = 10, što je i jedino rješenje početne logaritamske jednadžbe.